# Carlão (futebolista)
Carlos Roberto da Cruz Júnior, mais conhecido como Carlão, (19 de janeiro de 1986) é um ex-futebolista brasileiro.

## Carreira
Carlão surgiu nas categorias de base do Corinthians. Típico volante de marcação, depois de conquistar a Copa São Paulo de Futebol Júnior em 2005 subiu para a equipe profissional. No mesmo ano, o time sagrou-se campeão do Campeonato Brasileiro de 2005, mas ele não participou de nenhuma partida.
No ano seguinte, fez sua estreia Corinthians contra o Ituano, mas não se firmou, o que só aconteceria em 2007, quando teve mais chances com os técnicos Emerson Leão e Paulo César Carpeggiani.
No Paulistão de 2007, Carlão jogou nove partidas pelo Corinthians e marcou seu primeiro gol. Com as chegadas de Carlos Alberto, Marcelo e Moradei, foi perdendo a vaga no elenco corintiano que foi rebaixado no Campeonato Brasileiro de 2007.
Em 2021, foi contratado pelo Guarani para a disputa da Série B.
Guarani

## Títulos
Corinthians (base)
- Campeão Paulista Sub-17
- Campeão da Taça São Paulo

APOEL
- Campeonato Cipriota de Futebol: 2014–15, 2015–16[3]
- Copa do Chipre: 2014–15